# Память света
Память света — 14-я и последняя книга фэнтезийного цикла Колесо Времени, написанная американскими писателями Брэндоном Сандерсоном, Робертом Джорданом и опубликованная издательством Tor Books. Изначально ожидалось, что книга будет издана в районе марта 2012, но она была задержана в издательстве на некоторое время. Издание в твёрдой обложке было опубликовано лишь 8 января 2013 года. Электронная версия книги не выходила до 8 апреля 2013. Книга попала в списки бестселлеров.

## Планируемое название книги
Книга "Память Света" должна была содержать материалы, которые вошли в 12, 13 и 14 тома цикла. Первоначальная версия книги была не завершена к моменту смерти Джордана 16 сентября 2007 от амилоидоза сердца; его вдова Гарриет Макдугал и издатель Том Дойерти решили опубликовать книгу посмертно. Tor Books объявило, что для завершения написания книги выбран Брэндон Сандерсон.
Поскольку исходная версия книги оказалась слишком велика для печати, было принято решение разделить её на три тома. На начальной стадии планирования предполагалось, что все тома будут названы "Память Света", с разными подзаголовками. Однако в дальнейшем их названия сменили на "Грядущая Буря" (издана 27 октября 2009), "Башни Полуночи" (издана 2 ноября 2010) и "Память Света" (издана 8 января 2013).